# Ш
Ш, ш (название: ша, иногда в аббревиатурах: шэ) — буква всех славянских кириллических алфавитов (26-я в русском, 27-я в белорусском, 29-я в украинском, 30-я в сербском, 25-я в болгарском и 31-я, последняя в македонском); используется также в алфавитах некоторых неславянских языков. В обеих старославянских и церковнославянской азбуках также носит название «ша», происхождение которого неясно. В кириллице обычно считается 28-й по порядку (если речь идёт о ст.-сл. азбуке) или 27-й (в ц.-сл. азбуке), в глаголице по счёту 29-я. Числовое значение соответствует 2000, но это не более чем гипотеза. Одна из немногих букв, одинаково выглядящая в обеих славянских азбуках:  / .
В печатном виде особых вариаций формы не имеет. В рукописном (ш) обычно выглядит как перевёрнутое т, которые в скорописи могут оказаться похожи, поэтому для различия рукописное ш могут подчёркивать, а т надчёркивать.
Произношение буквы Ш — глухой шипящий твёрдый звук [ʂ] (парный к звонкому [ʐ], изображаемому буквой Ж). В древнерусском языке обозначала преимущественно мягкий короткий звук, в то время как буква Щ в одних диалектах читалась как длинный звук [ɕ], а в других как шч.
В русской орфографии выбор между написаниями ша/шя, шо/шё, шу/шю, ши/шы, ше/шэ определяется не произношением, а формальными правилами и соображениями этимологического и исторического порядка. Традиционны написания ша, шу, ши, ше; противоположные им шя, шю, шы, шэ невозможны в исконно русских словах, хотя иногда встречаются в заимствованиях (брошюра, парашют, Шяуляй, Шымкент, Шэньян) в зависимости от правил практической транскрипции, а также в сложных словах (Внешэкономбанк). Выбор между написаниями шо и шё определяют достаточно сложные правила: в некоторых случаях смена шо на шё меняет смысл слова: тушёнка (тушёное мясо) — тушонка (уменьш.-ласк. от тушка). Также формальные правила задают выбор между ш и шь (если только речь идёт не о разделительном мягком знаке: удушье, мышьяк): с шь пишутся преимущественно глагольные формы 2 лица единственного числа (ешь, пьёшь, дашь), а также именительный и винительный падежи единственного числа существительных женского рода (мышь, чушь) и наречия (наотмашь, сплошь). Последнее время всякий раз, как только начинает обсуждаться идея реформы русской орфографии, предлагают как-то упростить правила о том, что и когда можно писать после Ш, но безуспешно: даже переход к написаниям брошура, парашут постоянно отвергается.

## История
Однозначно установить происхождение буквы ш не представляется возможным, поскольку буква с подобным начертанием присутствует в целом ряду древних алфавитов: в коптском письме ϣ (шай), в эфиопском письме ሠ (саут), в еврейском ש (шин). Вероятно, они восходят к финикийской букве шин () и её аналогам в других раннесемитских алфавитах. А. М. Кондратов усматривает их предшественника в египетском иероглифе «ша» (егип. 𓆷), обозначающем затопленное поле:
| M8 |

## В математике
В математике буква Ш обозначает гребень Дирака, а также группу Тейта — Шафаревича.

## Кодировка
| Кодировка    | Регистр   | Десятич- ный код | 16-рич- ный код | Восьмерич- ный код | Двоичный код      |
| ------------ | --------- | ---------------- | --------------- | ------------------ | ----------------- |
| Юникод       | Прописная | 1064             | 0428            | 002050             | 00000100 00101000 |
| Юникод       | Строчная  | 1096             | 0448            | 002110             | 00000100 01001000 |
| ISO 8859-5   | Прописная | 200              | C8              | 310                | 11001000          |
| ISO 8859-5   | Строчная  | 232              | E8              | 350                | 11101000          |
| КОИ-8        | Прописная | 251              | FB              | 373                | 11111011          |
| КОИ-8        | Строчная  | 219              | DB              | 333                | 11011011          |
| Windows-1251 | Прописная | 216              | D8              | 330                | 11011000          |
| Windows-1251 | Строчная  | 248              | F8              | 370                | 11111000          |

В HTML прописную букву Ш можно записать как &#1064; или &#x428;, а строчную ш — как &#1096; или &#x448;.